# 山田孝太郎
山田 孝太郎（やまだ こうたろう、1980年3月15日 - ）は、日本の漫画家、イラストレーター。長野県出身。神奈川県在住。男性。長野県諏訪清陵高等学校、東京造形大学卒業。血液型はA型。身長170cm。既婚。

## 来歴
幼少期から絵を描くことが好きで、これを仕事にしたいと考えたのは高校在学中の頃である。
2000年（平成12年）に処女作『ルシアの吐息』が掲載され、翌年の2001年（平成13年）に「ファイアーエムブレム 覇者の剣」で連載デビューを果たす。
その間、読み切り作品などを発表し、2009年（平成21年）からは『聖剣の刀鍛冶』、2014年（平成26年）からは『ソードアート・オンライン ファントム・バレット』の漫画版をそれぞれ執筆・連載している。

## 人物
主に原作付きの作品を手掛けることが多いが、このことに関しては「物語を創作するのは苦手で、作画に特化した方が理にかなっている。」と語っている。線の細い、可愛さやエロさなどジャンルにとらわれない絶妙な絵柄の描写で定評がある。
また、私生活では2010年（平成22年）2月18日に結婚し、2012年（平成24年）に第一子を授かった。家族は両親と妹（看護師として勤務）。
好きな映画は『天空の城ラピュタ』。
好きな小説は『グイン・サーガシリーズ』。
好きな漫画は『ドラゴンボール』、『ジョジョの奇妙な冒険シリーズ』、『DRAGON QUEST -ダイの大冒険-』など。
座右の銘は「彼も人なり予も人なり」。
宇佐悠一郎と親交があり、宇佐の作品である『放課後ウインド・オーケストラ』では一部、彼が作画を手がけた部分がある。

## 作品リスト

### コミックス
- ルシアの吐息（月刊少年ジャンプ（集英社）、2000年7月号掲載（読切作品）、未単行本化）
- ファイアーエムブレム 覇者の剣（原作：井沢ひろし）（月刊少年ジャンプ（集英社）、2001年12月号 - 2005年8月号、コミックス全11巻）
- ETOILE -三銃士星羅-（原作：井沢ひろし）（月刊少年ジャンプ連載（集英社）、2007年3月号 - 同年7月号、コミックス全2巻）
- Vivid ColorS（月刊電撃コミックガオ!（メディアワークス（現：KADOKAWA / アスキー・メディアワークス）、読切作品、未単行本化）
- テガミバチ トリビュートマンガ（原作：浅田弘幸）（ジャンプスクエアセカンド（集英社）、2度にわたり掲載、未単行本化） ※コタロー名義
- 帝都，RT（原作：新城カズマ、構成協力：ドクロ眼鏡）（ジャンプスクエア（集英社）、読切作品、未単行本化）
- 聖剣の刀鍛冶（原作：三浦勇雄、キャラクター原案：屡那）（月刊コミックアライブ（KADOKAWA / メディアファクトリー）、2009年5月号 - 2017年3月号、全10巻）
- 上杉謙信（週刊新マンガ日本史、第20号（朝日新聞出版））
- ソードアート・オンライン ファントム・バレット（原作：川原礫、キャラクター原案：abec）（ComicWalker、2014年5月 - 2021年12月、全4巻）
- ソードアート・オンライン プロジェクト・アリシゼーション（原作：川原礫、キャラクター原案：abec）（電撃文庫MAGAZINE（KADOKAWA / アスキー・メディアワークス）、2016年9月号 - 2020年5月号 → ComicWalker、2020年6月 - 2021年6月、全5巻）
- 変人のサラダボウル@comic（原作：平坂読、キャラクター原案：カントク）（サンデーうぇぶり 2022年9月 - 2024年12月・月刊サンデーGX 2022年12月号 - （並行連載）（いずれも小学館）、全6巻）
- お嬢様系底辺ダンジョン配信者、迷惑系をボコったらバズって伝説になってますわ!?（原作：赤城大空、キャラクター原案：福きつね）（サンデーうぇぶり 2025年6月 - ）（小学館）

### イラスト
挿絵
- 神の御名の果てに…（原作：矢島綾）（jbooks web連載、未単行本化）
- マクガフィン・ゴースト（原作：烏丸舎人）（au LISTEN MOBILE SERVICE連載、MF文庫ダ・ヴィンチ）
- ゼノブレイド挿話 -故郷にて-（原作：竹田裕一郎）（ゼノブレイド ザ・シークレットファイル モナド・アーカイブス掲載、未単行本化）
- Les Héros d'Avenir -アヴニール・エローズ-（原作：大島悠）（アークライトノベルス）

寄稿
- 機動戦士ガンダムSEED（ガンダムエース（角川書店）、2011年7月号）

エンドカード
- 妹さえいればいい。（第9話）[6]

### ゲーム
- ファイアーエムブレム 覚醒（一部キャラクターデザイン）
- ファイアーエムブレム ヒーローズ（一部キャラクターデザイン）

## 外部サイト
- Astrolabe - 公式サイト
- 山田孝太郎 (@yamadakotaro) - X（旧Twitter）